# Comitè Executiu Central de Totes les Rússies
El Comitè Executiu Central Panrús (rus: Всеросси́йский Центра́льный Исполни́тельный Комите́т transcrit Vserossískii Tsentrálni Ispolnítelni Komitét, conegut normalment amb l'acrònim ВЦИК (transcrit: VTsIK), era el més alt poder de l'Estat, amb funcions de cos legislatiu, administratiu i de supervisió de la República Socialista Federativa Soviètica de Rússia (RSFSR), vigent entre 1917 i 1937. El 1937 va ser transformat en el Soviet Suprem de la RSFSR.
Elegit en els Congressos Panrussos dels soviets, exercia les seves funcions entre congressos. Abans de l'establiment de l'URSS a 1922, incloïa als membres de l'RSS d'Ucraïna i l'RSS de Belarús, elegits en els seus respectius Congressos dels soviets.
El primer Comitè Executiu Central Panrús fou elegit el juny de 1917, però no era un òrgan de govern i el seu president, Níkoloz Txkheïdze, no era el cap de l'Estat rus. Aquesta situació va canviar al II Congrés dels Soviets durant la Revolució d'Octubre de 1917.
Durant la primavera de 1918, la creixent influència dels partits socialistes no bolxevics i la possibilitat que aquests s'alcessin amb una majoria en els soviets va portar a l'expulsió dels menxevics i dels socialrevolucionaris del VTsIK el 14 de juny del 1918, i també foren expulsats els antics socis de govern dels bolxevics, els social-revolucionaris d'esquerra, un mes més tard. El VTsIK, privat d'oposició, tot just es va reunir la resta de l'any, i passà el poder estatal al poder executiu representat pel Consell de Comissaris del Poble (Sovnarkom), que va deixar fins i tot de remetre, com era preceptiu, al VTsIK, els nous decrets per al seu examen i aprovació.
El VTsIK representava el poder legislatiu formalment pel fet que el principi de separació de poders va aparèixer, per primera vegada en una constitució russa, mitjançant una esmena de 1992 a la Constitució de la Unió Soviètica de 1977. Aquest principi va ser inclòs en la Constitució de Rússia de 1993.
A la Constitució de la RSFSR de 1937 (Конституция РСФСР 1937 года), s'estipulava que la més alta autoritat la té el Soviet Suprem de la Unió de Repúbliques Socialistes Soviètiques (URSS), d'acord amb la Constitució de l'URSS de 1936.

## Presidents del VTsIK
- Lev Kàmenev (9 de novembre de 1917 a 21 de novembre de 1917) (en el calendari antic rus correspon del 27 d'octubre al 9 de novembre de 1917)
- Iàkov Sverdlov (21 de novembre de 1917 a 16 de març de 1919) (va morir en el càrrec) (en el calendari antic rus correspon del 8 de novembre al 21 de novembre de 1917)
- Mikhaïl Vladimirski (16 de març de 1919 al 30 de març de 1919) (interí)
- Mikhaïl Kalinin (30 de març de 1919 al 15 de juliol de 1938)

## Secretaris del VTsIK
- Varlaam Avanéssov (Secretari de 1917 a 1918) (nascut: Suren Karpóvitx Martiróssov; 1884-1930)
- Abel Enukidze (Secretari de 1918 a 1922) (1877-1937)
- Leonid Serebriakov (Secretari de 1919 a 1920) (1888-1937)
- Piotr Zalutski (Secretari de 1920 a 1922) (1887-1937)
- Mikhaïl Tomski (Secretari de 1921 a 1922) (nascut: Mikhaïl Pàvlovitx Efremov, 1880-1936)
- Timofei Saprónov (Secretari de 1922 a 1923) (1887-1937)
- Aleksei Kisseliov (Secretari de 1924 a 1937) (1879-1937)